# Guillaume de Talliante
Guillaume de Talliante (né  en France, et mort à Lyon après le 9 août 1250) cardinal français  du XIIIe siècle. Il est membre de l'ordre de Cluny.

## Biographie
Guillaume de Talliante est prieur de San Juan de Burgos et se rend à Rome pour se défendre contre des accusations. Il est absolu et reste à Rome pendant plusieurs années. Il est abbé de San Facundo en León et précepteur du fils du roi Fernando el Santo, de Castille. 
Le pape Innocent IV le crée cardinal lors du consistoire du 28 mai 1244. Guillaume de Taillante participe au concile de Lyon.